# Sant Martí d'Albera
Sant Martí d'Albera és un poble de la comuna vallespirenca de l'Albera, a la Catalunya del Nord.
És a 631 m d'altitud, al vessant nord del Puig de Llobregat.
A part de diversos masos, com el Casot de l'Amorer, el Mas Bosquet, el Mas Cornut (els dos darrers ara en ruïnes), el Mas d'en Costa, el Mas d'en Grau, el Mas Jepet, abans Peirotó, el Mas Julià, el Mas Llarguet, Cal Menut, el Casot del Mas Noguer, el Mas Noguer, el Mas d'en Serra, el Mas d'en Resta, el Mas de Vilanova i el Molí (ara en ruïnes, com algun dels masos abans esmentats), Sant Martí d'Albera compta amb un antic veïnat, ara reduït pràcticament a una sola masia, anomenat precisament el Veïnat (abans, Mas d'en Terrers).
Apareix ja documentat l'any 844, quan s'esmenta la cella Sancti Martini in Monte Furcato (Sant Martí de Montforcat), que era una dependència del monestir benedictí de Sant Hilari de Carcassona, al Llenguadoc. Al sud-oest del Puig del Llobregat hi ha el Coll Forcat i el Puig dels Pinyers, o Puig Forcat, o Mont Forcat, que hauria donat nom a aquella cel·la monàstica.
L'església romànica de Sant Martí, del segle xii, era de propietat privada el 1985.